# Zitzschewig
Zitzschewig, bis 1923 eine selbstständige Landgemeinde, ist heute ein Stadtteil sowie eine Gemarkung von Radebeul im Landkreis Meißen in Sachsen. Er liegt am nordwestlichen Stadtrand und grenzt an Coswig. Zentrum von Zitzschewig ist der Rundling mit dem Anger Altzitzschewig mit seinen zwölf denkmalgeschützten Häusern. Die Gemarkung hatte im Jahr 1900 eine Größe von 309 Hektar. Zitzschewig gehört zur Weinbaulage Radebeuler Johannisberg.

## Geschichte

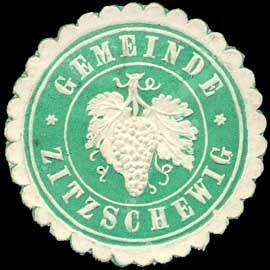
Siegelmarke Gemeinde Zitzschewig

Flurkarte von Zitzschewig, 1879

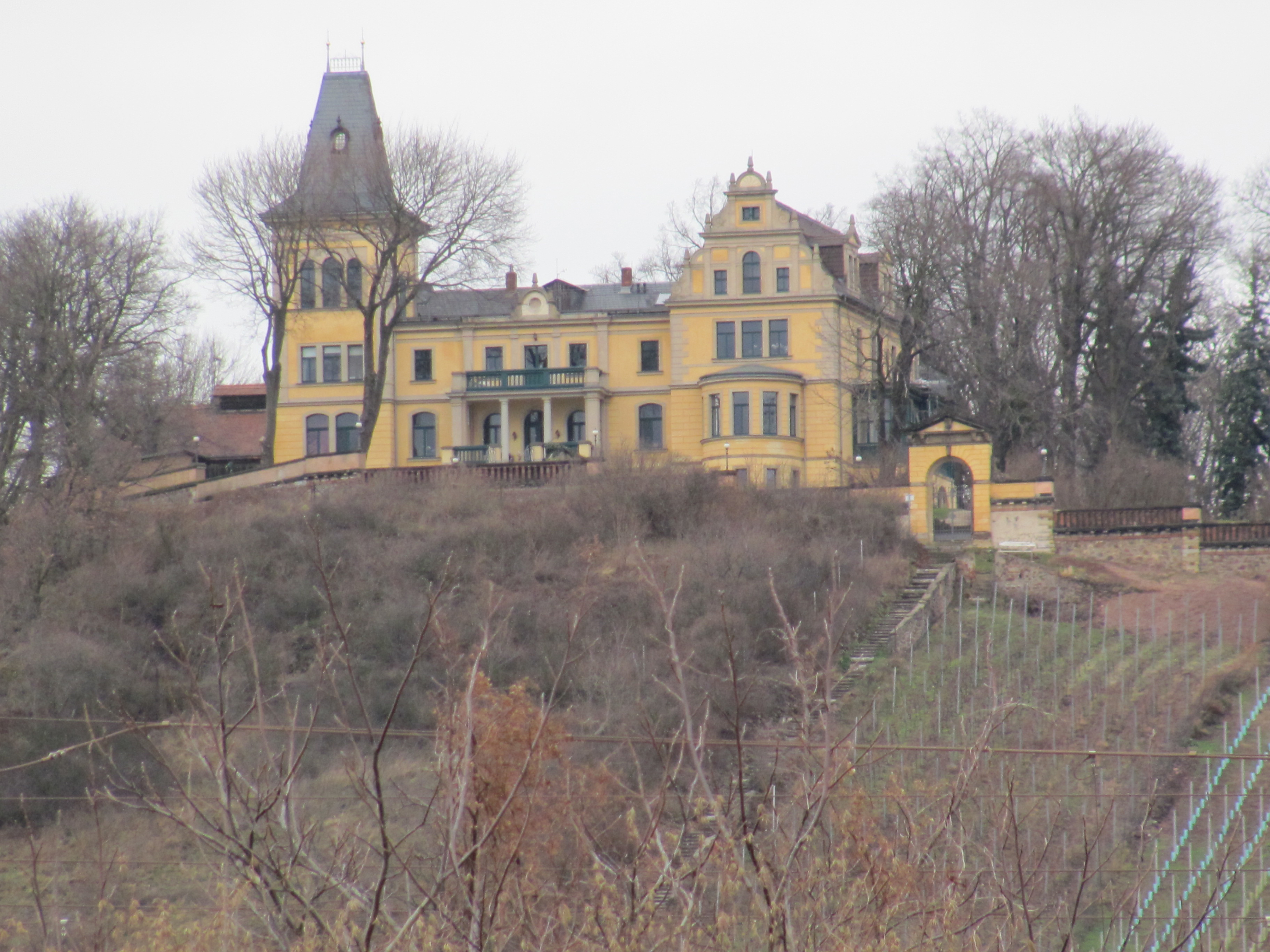
Wettinshöhe mit Haus Wettinhöhe

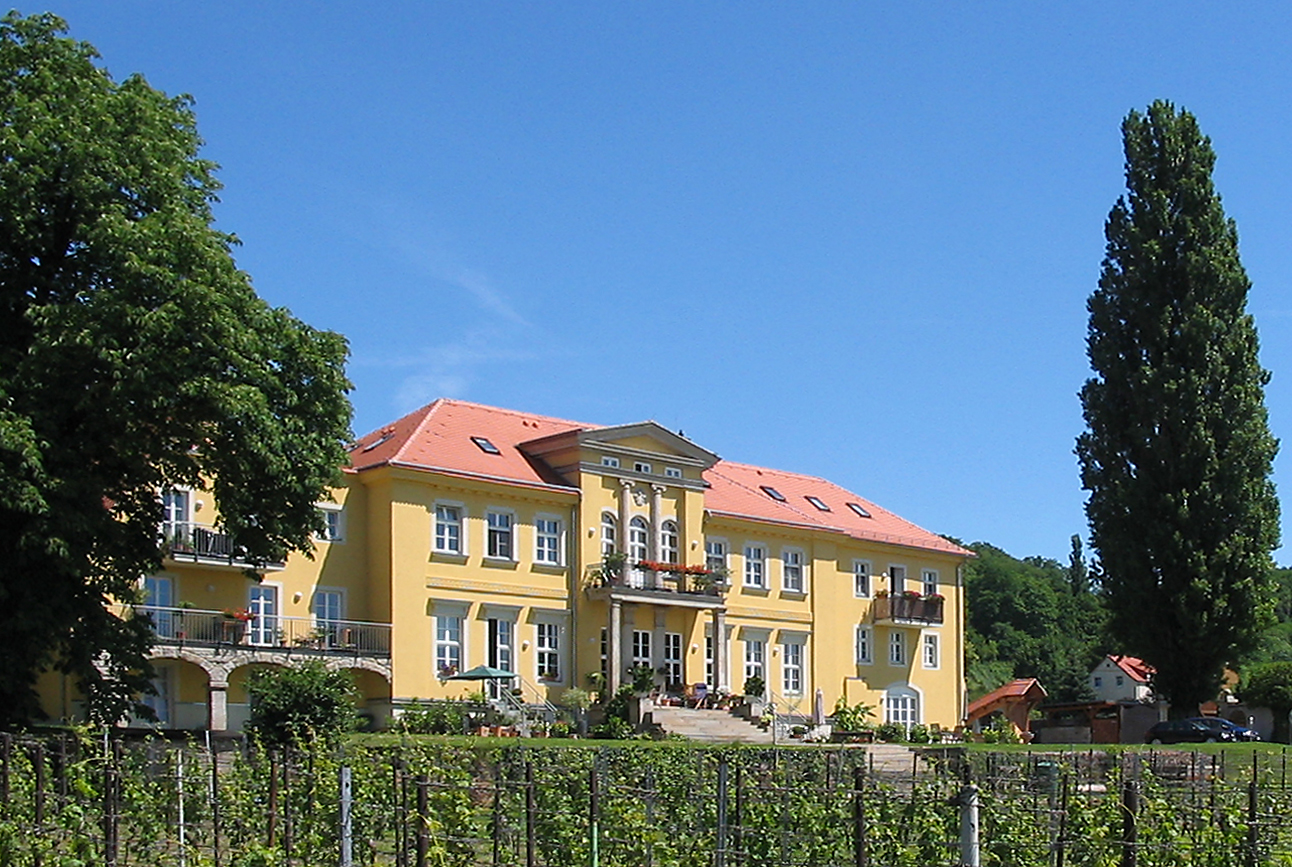
Herrenhaus des Paulsbergs

Bereits im 13. Jahrhundert wurde der Hang, auf dem das Herrenhaus Hohenhaus liegt, als Weinberg erwähnt. Hier entstand im 15. Jahrhundert die Sommerresidenz der Meißner Bischöfe, die bis Mitte des 16. Jahrhunderts in deren Besitz verblieb.
Der Ort selbst wurde 1366 als Czuczewitz erstmals urkundlich erwähnt, der älteste Teil des Ortes, der Rundling Altzitzschewig, stammt jedoch aus slawischer Zeit. 1378 gehörte der Ort zum „castrum Dresden“.
Im 15. Jahrhundert war auch die als Landeskrone bezeichnete Bergkuppe auf Zitzschewiger Flur im Besitz der Meißner Bischöfe. Seit 1758 ist hierfür der Name Wettins Höhe belegt. Auf dem dazugehörigen Weingut entstand 1858 der Mittelbau der dortigen Villa (Haus Wettinhöhe), die 1879/1880 durch die Gebrüder Ziller zum heutigen repräsentativen  Schloss Wettinhöhe erweitert wurde.
Seit 1515 ist ein Gasthof nachgewiesen, zu dieser Zeit gehörte das Dorf Rudolf (II.) von Bünau auf Schloss Weesenstein. 1547 lag die Grundherrschaft beim Domkapitel Meißen, die Verwaltungszugehörigkeit jedoch beim Amt Dresden. Das Dorf war nach Kötzschenbroda gepfarrt. Als Bevölkerung wurden „36 besessene Mann“ mit 9 Hufen Land gezählt.
Zwischen 1679 und 1750 wurden auf Zitzschewiger Flur acht selbstständige Bergteile zu dem Weinbergsbesitz Paulsberg zusammengefügt. Einer davon, Sydenberg beziehungsweise Seydenberg genannt, war bereits 1436 als Weinberg bekannt. Das am Eingang des Rietzschkegrunds gelegene Herrenhaus wurde Anfang des 19. Jahrhunderts klassizistisch umgebaut. 1913 erhielt das Herrenhaus einen Erweiterungsbau von dem Hellerauer Jugendstil-Architekten Richard Riemerschmid.
Das Weingut Zechstein mit Weinbergs- und Waldbesitz existierte bereits im 17. Jahrhundert, es liegt auf Zitzschewiger Flur westlich der Barkengasse in der Nähe des Hohenhauses. Ab 1795 war es im Besitz des Reichsgrafen Friedrich Magnus I. zu Solms-Wildenfels (1743–1801). Das zweistöckige Herrenhaus entstand 1852 anstelle eines bereits 1706 erwähnten Vorgängergebäudes.
1764 gehörten Teile des Ortes zum Prokuratoramt Meißen, ein weiterer Teil gehörte zum Syndikats-Amt Dresden. Es wurden „21 besessene Mann, 11 Gärtner, 29 Häusler, 8¼ Hufen je 9 Scheffel“ gezählt.
Im Jahr 1834, kurz vor den kommunalen Änderungen aufgrund der Sächsischen Landgemeindeordnung von 1838, zählte der Ort 608 Einwohner, wovon zwei katholischen Glaubens waren. 1842 erhielt Zitzschewig eine Schule, damals gehörte es wieder geschlossen zum Amt Dresden. 1899 gab es eine kommunale Wasserversorgung und 1902 einen eigenen Haltepunkt an der Bahnstrecke Leipzig–Dresden. Um 1800 hatte der Ort rund 350 Einwohner und 1890 mehr als 1000. Die meterspurige Strecke der Lößnitzbahn wurde am 25. Dezember 1920 (oder am 25. Dezember 1923) eingleisig von Kötzschenbroda nach Zitzschewig verlängert.
1923 wurde der Ort mit seinen etwa 1600 Einwohnern nach Kötzschenbroda eingemeindet und 1924 mit der Verleihung des Stadtrechts an Kötzschenbroda zum Stadtteil. 1935 wurde Zitzschewig zusammen mit der Stadt Kötzschenbroda Teil des neugeschaffenen Stadtkreises Radebeul.
| Jahr      | 1550 (1547)             | 1750 (1764)                                     | 1834 | 1849 | 1871 | 1880 | 1890  | 1900  | 1910  | 1919  |
| Einwohner | 180 (36 besessene Mann) | 306 (21 besessene Mann, 11 Gärtner, 29 Häusler) | 608  | 757  | 793  | 950  | 1.021 | 1.428 | 1.461 | 1.599 |

## Anger mit Bauerngarten

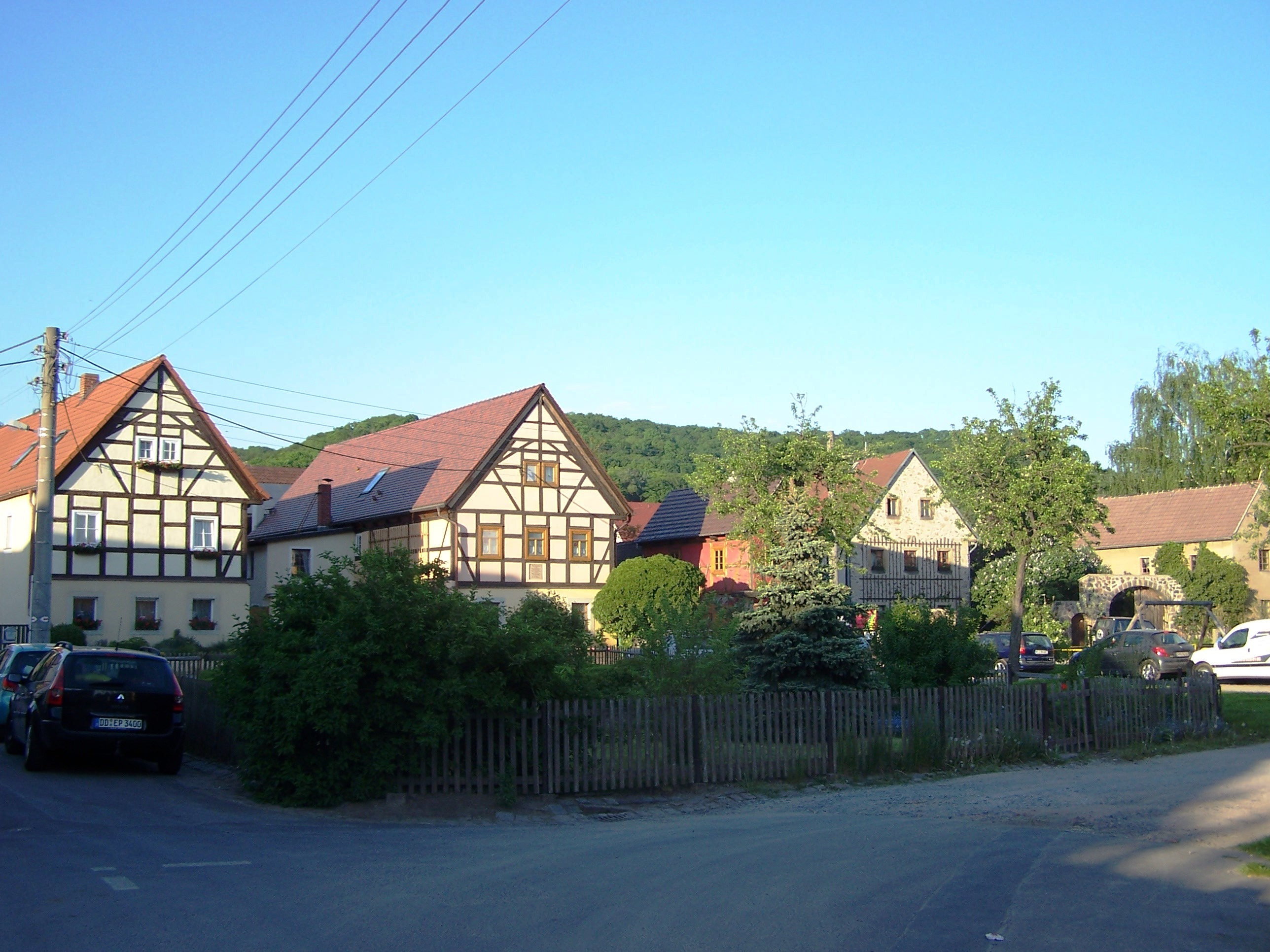
Dorfanger von Zitzschewig

Der „durch mehrere Angerbewohner gemeinsam neuangelegte, genutzte und gestaltete Bauerngarten“ des Dorfangers Altzitzschewig erhielt 2003 den Radebeuler Bauherrenpreis in der Kategorie Sonderpreis für Freiflächen- und Gartengestaltung für sein „typische[s] Mit- und Nebeneinander von Nutzpflanzen und jahreszeitlich wechselnden Blumen und Stauden[, von d]ekorative[n] Arten (Mangold, farbige Blattsalate, Rüben oder Kohlarten) neben Zwiebeln, Kohlrabie, Bohnen [und] neben alten Bauerngartenpflanzen wie Brennende Liebe, Rittersporn, Phlox, Stockrosen, Margeriten“. Die vier großen, bepflanzten Nutzflächen umgeben ein zentrales Rosenrondell mit Kreuzweg und werden selbst von einem umlaufenden Holzlattenzaun eingefasst.

## Kulturdenkmale
Prägend für den Stadtteil ist das Landschaftsschutzgebiet, das mit seinen trockengesetzten Weinbergsmauern 1999 insgesamt als Historische Weinberglandschaft Radebeul auch unter Gebietsdenkmalschutz gestellt wurde. Dieses zieht sich von Zitzschewig über Naundorf und Niederlößnitz bis hin nach Oberlößnitz an der östlichen Stadtgrenze.
Die großen Weinbergs-Anwesen des Hohenhauses, Kynast, des Paulsbergs sowie der Wettinshöhe gelten als Werke der Landschafts- und Gartengestaltung. Das Grundstück des Donadini-Hauses zählt zu den denkmalpflegerischen Nebenanlagen.
Zu den Baudenkmälern dieses Stadtteils zählen die Bischofspresse und die Krapenburg sowie zahlreiche Wohnstallhäuser und Bauernhäuser am Anger von Altzitzschewig.

## Persönlichkeiten

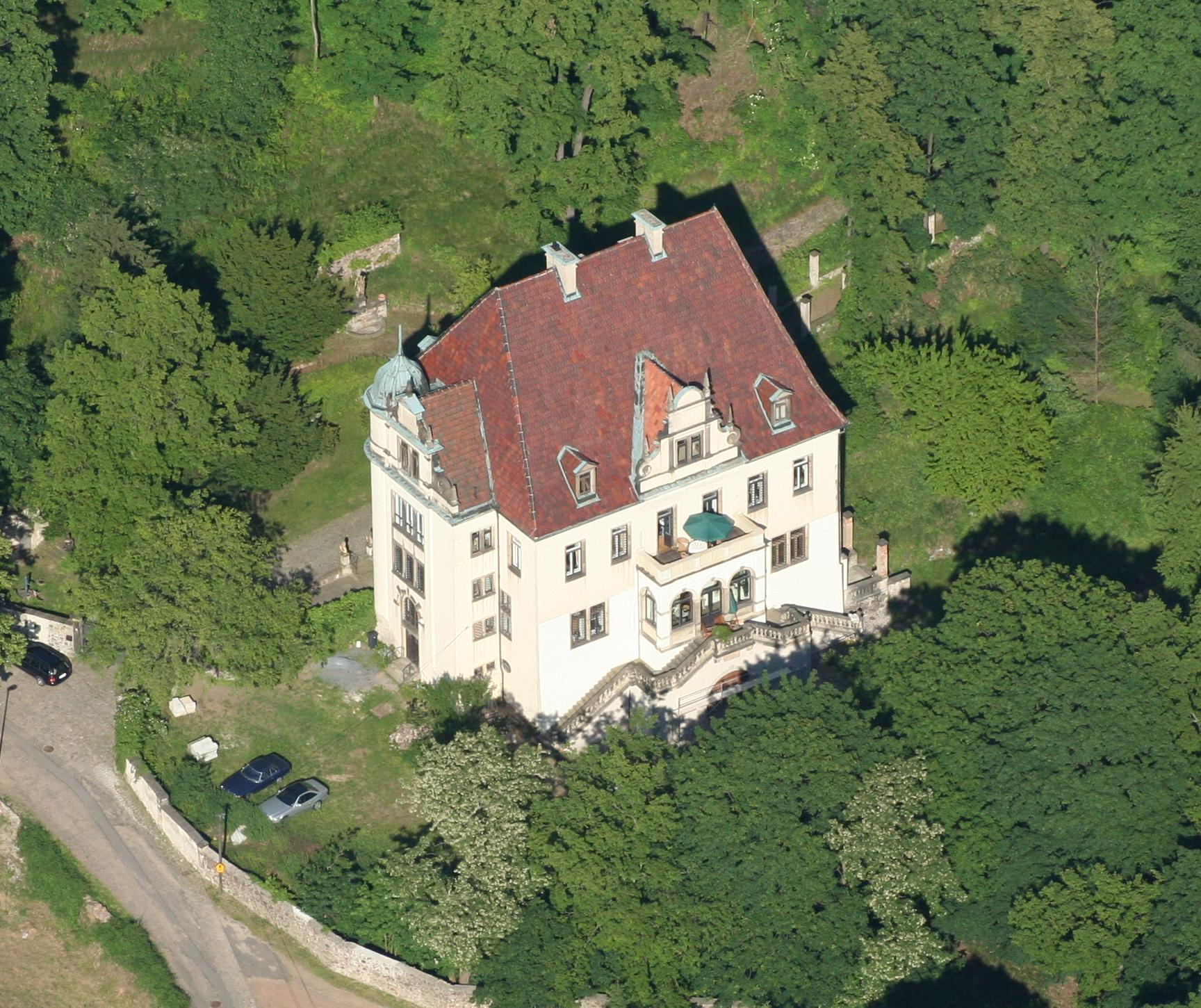
Hohenhaus

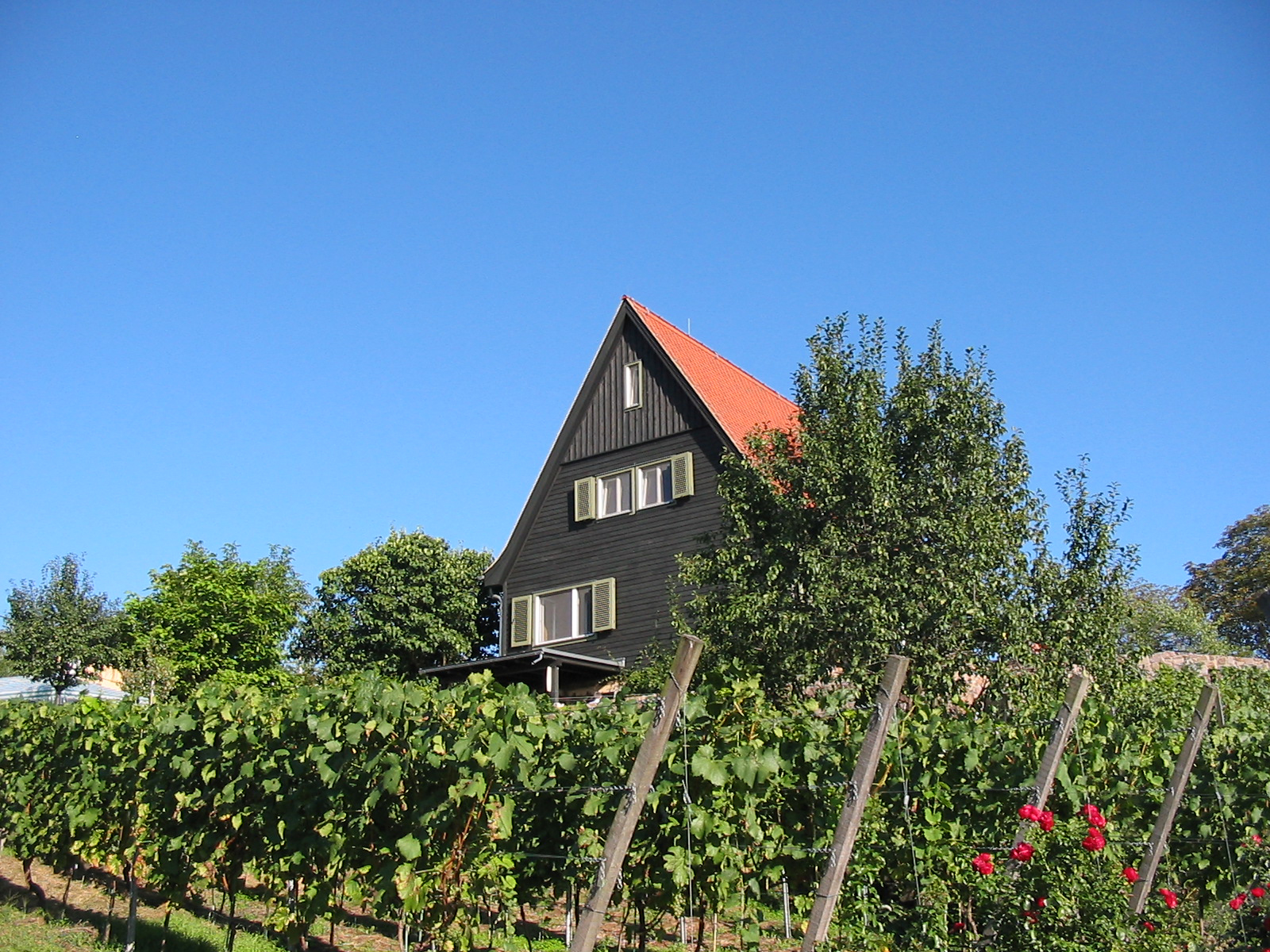
Carl Pfeiffers Wächterberg mit Wohnhaus

Der Dramatiker Gerhart Hauptmann hielt sich zwischen 1881 und 1885 häufig im Hohenhaus auf, nannte es ein „Nest der Paradiesvögel“. Zur Hochzeit seines Bruders Georg mit Adele Thienemann, einer der fünf Thienemann-Töchter „vom Hohenhaus“, im September 1881 schrieb Gerhart Hauptmann das kleine Festspiel Liebesfrühling, das am Polterabend uraufgeführt wurde. Auf dieser Hochzeit lernt er deren Schwester Marie Thienemann kennen, mit der er sich heimlich verlobte. Sein Bruder Carl Hauptmann heiratete 1884 Martha Thienemann, eine weitere der fünf Schwestern. Am 5. Mai 1885 heiratete Gerhart Hauptmann Marie Thienemann. Er verewigte das Zitzschewiger Leben in der Novelle Die Hochzeit auf Buchenhorst und in seinem Jugendwerk Die Jungfern vom Bischofsweg. Ein Gedenkstein zu seinen Ehren steht vor der ehemaligen Schule Zitzschewig in der Gerhart-Hauptmann-Straße 12.
Nach dem Verkauf des Hohenhauses durch die Thienemannschen Erben im Jahr 1885 ließ der neue Eigentümer, Walther Stechow, das Gebäude im Stil der Neorenaissance umbauen. Sein 1883 in Berlin geborener Sohn, der Zoologe Eberhard Stechow, wuchs im Hohenhaus auf.
Ab 1892 lebte der Maler, Restaurator und Pionier der künstlerische Fotografie Ermenegildo Antonio Donadini im Rietschkegrund 21, wo er 1911 sein Atelierhaus bauen ließ. Er verstarb dort 1936.
Mitte der 1920er Jahre erwarb der oberschlesische Bergwerksdirektor Ewald Hilger das Weingut Kynast in Zitzschewig, auf dem er bis zu seinem Tode 1934 lebte.
1939 ging Carl Pfeiffer, der Retter des Lößnitz-Weinanbaus, in den Ruhestand, den er auf dem 1935 für seine Mitarbeiterin angelegten Weinberg Wächterberg im Knollenweg verbrachte. Er verstarb 1946 in Zitzschewig und wurde auf dem Johannesfriedhof begraben.

### Gemeindevorstände
- 1839–1845: Johann Christian Wensche
- 1846–1850: Johann Gotthelf Jacob
- 1851–1855: Christian Gottlieb Schließer
- 1855–1878: Christian Wilhelm Kämpffe
- 1879–1884: Richard Berge
- 1885–1890: Hermann Huldreich Enders
- 1891–1902: Richard Berge
- 1902–1923: Otto Kempe

(Quelle:)